# ヴァシル・デミレフスキー
ヴァシル・デミレフスキー（Васил Демиревски；1914年11月26日 - 1944年10月30日）は、ブルガリアのパルチザン指導者の1人。大佐。

## 人物
ドゥプニツァ（キュステンディル州）出身。1937年、ブルガリア共産党に入党。1938年～1941年、党ドゥプニツァ地区委員会書記。1940年、ドゥプニツァのタバコ企業でストライキを組織し、これを指揮した。
1941年7月、パルチザン部隊の編成を始め、同年9月、ブルガリアで2番目のドゥプニツァ・パルチザン・チェータ（チェートニク）を指揮した。1943年6月からドゥプニツァ・パルチザン支隊「コスタ・ペトロフ」（Коста Петров）長、1944年、リロ・ピリン・パルチザン支隊長となり、リラ川作戦を指導した。
ブルガリアが連合国側に移った後、正規軍に編入され、第3親衛歩兵連隊長となった。1944年10月30日、ユーゴスラビアのヤトレバツァ近郊でのドイツ軍との戦闘で戦死。